# Konstytucja Litwy
Konstytucja Litwy – podstawowy akt prawny Litwy, posiadający najwyższą moc prawną w systemie źródeł prawa w państwie. Litwa odzyskała niepodległość, gdy ZSRR chylił się już ku upadkowi. 11 marca 1990 Rada Najwyższa Litewskiej Socjalistycznej Republiki Radzieckiej uchwaliła akt proklamacji niepodległości państwa oraz przyjęła tymczasową konstytucję. Obecnie obowiązująca konstytucja została uchwalona 6 listopada 1992, a zaaprobowana w referendum z 25 października 1992.